# Ельдорадо

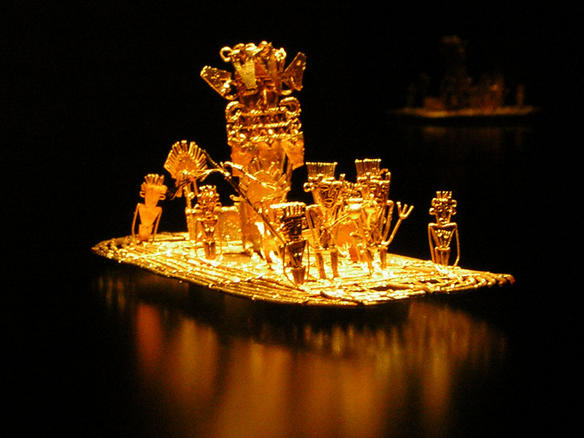
Золотий музей. Богота. Колумбія

Ельдора́до (ісп. El Dorado — золотий) — міфічна індіанська країна, багата на золото та дорогоцінне каміння, розташована десь в Америці. Перекази про Ельдорадо виникли в іспанських конкістадорів на основі міфів та обрядів місцевих народів. Під Ельдорадо також розумілося місто чи ціла імперія, наповнені величезними багатствами. В переносному значенні Ельдорадо — омріяна мета.

## Назва
Назва «Ельдорадо» перекладається з іспанської як «золотий», Початково вона мала форму «El hombre dorado» — золота людина, і пов'язана зі звичаєм, що нібито існував серед племен чибча-муїсків (південна Колумбія) при коронації вождя обмазувати його тіло глиною або смолою й обсипати золотим піском. У високогірному районі колумбійських Анд (південніше Боготи), в кратері погаслого вулкана лежить озеро Гуатавіта, в якому індіанці проводили ритуал посвячення молодого вождя в правителі. Після того, як вождь змивав у водах озера золото зі свого тіла, індіанці кидали у воду свої золоті прикраси й церемоніальні предмети. Оповіді про жертвування богам золота, яке скидали з плотів у води священного озера, збудили жадібність конкістадорів.

## Міфи про Ельдорадо
Перша поява міфу про цю країну пов'язана з відкриттям Америки та розповіді тубільців. Орлеано, один зі сподвижників Пісарро, змалював по-своєму фантазії індіанців та поширив їх у Європі. Країна Ельдорадо, за його словами, має лежати між ріками Амазонкою та Оріноко, у Гвіані, на берегах озера Паріме.
Іспанець Мантінес повідомив усій Європі про своє семимісячне перебування в столиці Ельдорадо — Маноа, де царює король Моксо, причому детально описав облаштування королівського палацу, велич якого перевершує будь-які фантазії. Сам король Моксо, за його свідченнями, щоранку весь визолочувався, а перед тим як іти спати змивав із себе позолоту.
Всі ці розповіді спричинили велику жадібність шукачів пригод, що протягом 250 років не припиняли спроб знайти Ельдорадо. Перша спроба була в 1535 році Себатьяном бе Бельальказаром, остання — в 1775—1780 роках Миколаєм Родрігесом. Також на початку XVII століття на пошуки вирушав Волтер Релі. Усі ці спроби дали дуже цінні географічні та етнографічні результати.
Насправді походження легенди засноване на звичаї індіанського племені, коли при коронації вождя, його фарбували золотою фарбою, а коли той купався під кінець церемонії, в озеро кидали золоті вироби. До того ж так зване «Ельдорадо» у 1537 році знайшов Гонсало Хіменес де Кесада. Проте скарбів в озері було на думку іспанців замало. Й наступники Кесади не повірили, що то було славнозвісне «Ельдорадо».